# Dacă ai o inimă care bate
Dacă ai o inimă care bate (în poloneză Jeśli serce masz bijące) este un film de ficțiune polonez din 1981 regizat de Wojciech Fiwek⁠(d). Scenariul filmului a fost inspirat din romanul patriotic Cuore (1886) al lui Edmondo De Amicis.

## Rezumat
Acțiunea filmului are loc în anul 1893 în regiunea Galiția, aflată sub administrație austriacă, și prezintă soarta copilului Henryk („Henio”) Adamski, în vârstă de 10 ani, pe care tatăl său îl duce în orașul Cracovia pentru a urma acolo cursurile școlare. Tatăl lui îl cazează pe băiat într-o cameră închiriată în casa contesei scăpătate Leokadia Von Goltz și apoi pleacă. Henryk rămâne sub îngrijirea severei contese și se împrietenește cu slujnica Stasia, o fată ce provine dintr-o familie săracă. Băiatul începe curând educația școlară, dar urmează, în același timp, o educație civică și patriotică. Contactul cu nobilii polonezi loialiști, pe care îi întâlnește în casa contesei, îl face să devină martor al decadenței claselor superioare și să înțeleagă ce înseamnă pierderea libertății și a independenței polonezilor.
Henryk nu este acceptat imediat de colegii săi de școală, dar câștigă simpatia lor prin atitudinea sa față de profesorul austriac Hampel, un om autoritar care pretinde disciplină și loialitate. Împreună cu colegii săi, el depune un jurământ de credință patriei. Atitudinea lor patriotică provoacă iritarea profesorului Hampel și atrage represalii din partea autorităților școlare. Contesa îl alungă din casă pe Henryk, iar băiatul fuge disperat către râul Vistula, amintindu-și de legenda clopotului unei mănăstiri, scufundat acolo de tătari, al cărui dangăt trebuia să-i alunge pe invadatori.

## Distribuție
- Adam Probosz⁠(d) — Henryk („Henio”) Adamski
- Zofia Rysiówna⁠(d) — contesa Leokadia Von Goltz, proprietara pensiunii
- Alfred Struwe — Hampel, profesorul de limba germană
- Jarosław Antonik — Kazio Kropacz, un coleg de școală
- Grzegorz Dębkowski — elevul Gawroński
- Robert Duszyński — elevul Bronek Precela
- Władysław Kowalski — Antoni Adamski, tatăl lui Henio
- Włodzimierz Kwaskowski⁠(d) — Antoni Pszczółka, proprietarul hanului „Złoty Ul”
- Jarosław Matejczyk — Karol Nobis
- Robert Nawrocki⁠(d) — elevul Olek Gajda
- Stanisław Niwiński — educatorul Perczyński, profesorul de limba poloneză
- Witold Pyrkosz⁠(d) — Wacław Prchlik, chiriaș al Leokadiei von Goltz
- Magdalena Scholl⁠(d) — Stasia, slujnica Leokadiei von Goltz
- Bolesław Smela⁠(d) — bunicul Pacuła (rol dublat de Bogusław Sochnacki⁠(d))
- Zdzisław Szymański⁠(d) — Nowak, omul de serviciu al școlii
- Paweł Wiśniewski — elevul Zielak
- Michał Zabost — elevul Domagała
- Tomasz Zaliwski — fierarul Karol Precela, tatăl lui Bronek
- Irena Burawska — Woźniakowa, proprietara presei cu cilindru (nemenționat)
- Józef Łodyński⁠(d) — conductorul de tren (nemenționat)
- Henryk Machalica⁠(d) — directorul școlii (nemenționat)
- Mirosława Marcheluk⁠(d) — mama Stasiei (nemenționată)
- Leon Niemczyk — ofițerul din tren (nemenționat)
- Eugeniusz Wałaszek⁠(d) — ajutorul fierarului Precela (nemenționat)
- Władysław Wasilewski — preotul prefect (nemenționat)

### Dublaj de voce
- Bogusław Sochnacki⁠(d) — bunicul Pacuła (nemenționat)

## Producție
Scenariul filmului este inspirat din romanul Cuore (1886) al scriitorului italian Edmondo De Amicis, așa cum se menționează pe generic: „Pomysł filmu zrodził się z umiłowania dzieła Edmondo de Amicisa p.t. "Serce", który wskazywał najmłodszym na całym świecie jak kochać swój kraj, jak kochać ludzi.” (în traducere „Ideea filmului s-a născut din dragoste pentru cartea lui Edmondo de Amicis intitulată Cuore, care le-a arătat celor mai tineri din întreaga lume cum să-și iubească țara și cum să iubească oamenii”.
Dacă ai o inimă care bate a fost realizat de compania Zespół Filmowy Profil⁠(d). Filmările au avut loc în anul 1980.

## Premii
Filmul a fost distins cu premiul „Capra de Argint” (Srebrne Koziołki) pentru cel mai bun film cu actori și cu Premiul juriului pentru copii „Marcinek” la Festivalul Internațional de Film pentru Tineret „Ale Kino!” de la Poznań (1981).